# María Biletska
María Biletska (1864-30 de diciembre de 1937) fue una profesora ucraniana. Dirigió una casa en Lviv donde los estudiantes podían quedarse. Fue líder del movimiento de mujeres.

## Biografía
Biletska nació en 1864 en Ternópil.
En 1899, ella y Hermina Shukhevych dirigieron el Instituto de Santa Olga. El instituto proporcionó un lugar para que niñas vivieran mientras asistían a la escuela en Lviv. Aproximadamente la mitad de estas niñas procedían de familias campesinas.
En 1912 asistió a una reunión organizada por Konstantyna Malytska para el «Comité de Mujeres» en Lviv para prepararse para la guerra. Otros en la reunión fueron Olena Zalizniak, Olena Stepaniv y Olha Basarab. El dinero recaudado del «Fondo Nacional de Combate», recomendaron, se utilizó para financiar a los fusileros ucranianos de Sich. Stepaniv serviría en ese grupo como fusilera.
Se convirtió en presidenta de la Unión de Mujeres de Ucrania en 1921 durante un año. Al año siguiente dejó el Instituto de Santa Olga. De 1925 a 1926 estuvo al cuidado de personas con discapacidad.
Biletska murió en Lviv en 1937.